# Dubrassay
Durandeau ist ein Ort im Quarter (Distrikt) Castries im Westen des Inselstaates St. Lucia in der Karibik. 

## Geographie
Der Ort liegt am Südhang auf der Höhe über Incommode, an dem Bergkamm, der das Becken von Castries vom Tal des Cul de Sac trennt. Oberhalb des Ortes liegt Trois Pitons.

## Klima
Nach dem Köppen-Geiger-System zeichnet sich Dubrassay durch ein tropisches Klima mit der Kurzbezeichnung Af aus.